# Bell YFM-1 Airacuda
Il Bell YFM-1 Airacuda fu un aereo da caccia, monoplano e bimotore, progettato e realizzato dall'azienda statunitense Bell Aircraft alla fine degli anni trenta.
Primo progetto realizzato dalla Bell Aircraft, e perciò contraddistinto dalla denominazione interna "Bell Model 1", rispondeva alla richiesta per un velivolo destinato a fungere prevalentemente da caccia di scorta per i bombardieri. Prodotto complessivamente in tredici esemplari, il modello venne impiegato dagli United States Army Air Corps (USAAC) senza tuttavia raggiungere mai la piena operatività; gli ultimi esemplari ancora in condizione di volare vennero dismessi nel 1942 ed impiegati per scopi didattici.

## Storia del progetto
Il Bell XFM-1 fu l'unico concorrente del Lockheed XFM-2 per un caccia "multiposto"  a fronte di una richiesta avanzata dall'USAAC nel corso del 1936, con la quale si sollecitava la realizzazione di un caccia di scorta destinato ad operare a difesa dei bombardieri nel corso delle loro lunghe missioni operative.
Il confronto tra i due progetti vide prevalere di stretta misura la realizzazione della "giovane" impresa di Buffalo mentre il progetto della Lockheed non lasciò mai il tavolo da disegno, abbandonato più tardi in favore di quello del P-38. Il contratto per la realizzazione di un prototipo venne siglato nel mese di maggio del 1936 e quattordici mesi dopo, il 1º settembre del 1937, l'XFM-1 spiccò il primo volo caratterizzato da noie al motore di sinistra.
Monoplano e bimotore, l'XFM-1 (che ricevette il nome "Airacuda") si contraddistingueva per la presenza di due ampie gondole (una per ogni semiala) sviluppate prevalentemente sull'estradosso alare che nella zona anteriore, vetrata, ospitavano l'armamento principale ed un membro dell'equipaggio destinato alla funzione di mitragliere, mentre nella zona posteriore accoglievano i motori disposti in configurazione spingente.

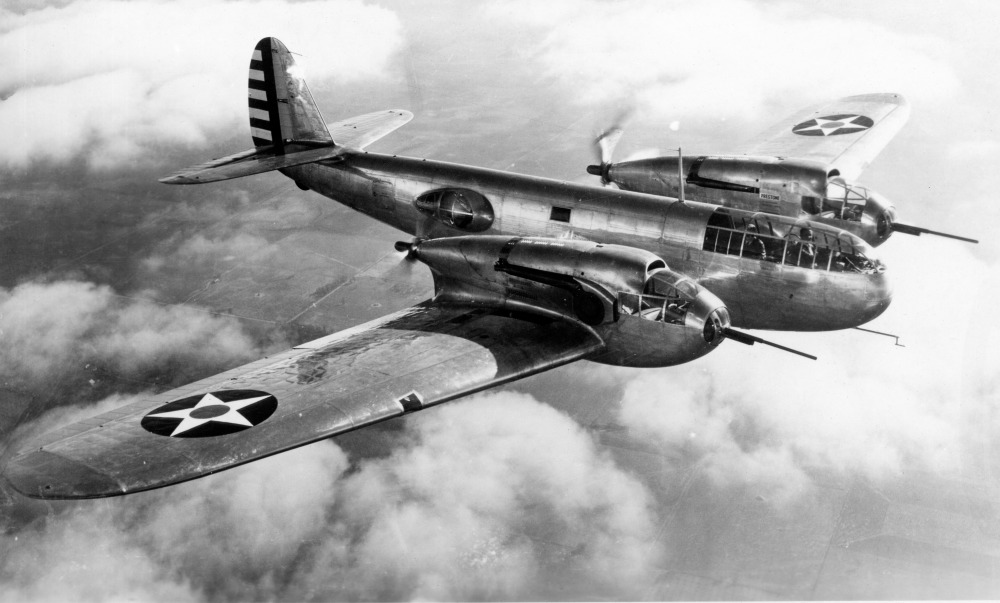
Il prototipo XFM-1, durante le prove

La fase sperimentale delle prove si protrasse fino al 1939 e valse all'XFM-1 la cattiva fama di "incubo degli idraulici" per i numerosi contrattempi occorsi agli impianti durante questo periodo. In ogni caso, già nel maggio del 1938, il Dipartimento della Guerra sottoscrisse con la Bell un nuovo contratto per la realizzazione di tredici aerei, dei quali solo dodici videro la luce nei mesi successivi, costruiti direttamente o progressivamente modificati in tre diverse configurazioni.
Identificati in base al sistema di designazione degli aeromobili delle Forze armate statunitensi come macchine di "pre-serie", i dodici aerei furono rispettivamente denominati YFM-1 (nove esemplari) e YFM-1A (tre velivoli); i primi si distinguevano dal primo esemplare per la diversa collocazione delle mitragliatrici frontali, non più posizionate nelle gondole alari ma ora spostate a prua nella fusoliera, mentre i secondi erano caratterizzati dalla configurazione tricicla anteriore del carrello d'atterraggio, la stessa che in futuro avrebbe contraddistinto anche un altro caccia della Bell, il P-39 Airacobra. La terza versione del bimotore, designata YFM-1B, venne realizzata variando la motorizzazione di due esemplari appartenenti alla serie YFM-1.
Su tutti gli esemplari costruiti venne prevista la possibilità di trasportare carichi di caduta subalari consentendo la possibilità di impiegare l'aereo anche nel ruolo di cacciabombardiere o zerstörer come nel caso dei contemporanei Messerschmitt Bf 110 e Fokker G.I.
Le prestazioni non adeguate al ruolo previsto, la sua velocità di punta si rivelò essere 30 mph (48 km/h) inferiore a quella dei bombardieri che avrebbe dovuto scortare, ed il costo elevato determinarono l'abbandono del progetto dell'Airacuda, i cui esemplari ancora in condizioni operative vennero definitivamente radiati dai reparti dell'USAAC nel gennaio del 1942.

## Tecnica

### Cellula
Monoplano ad ala media dalla struttura interamente metallica, l'Airacuda era un bimotore dall'inusuale disposizione dei motori, sistemati in configurazione spingente nella zona posteriore delle gondole alari nella cui voluminosa parte anteriore (sviluppata prevalentemente nell'estradosso delle semiali) erano ricavati gli abitacoli per due mitraglieri a cui era demandato il controllo dell'armamento offensivo del velivolo.
La fusoliera, di sezione ovale e considerevolmente sviluppata in altezza, presentava all'estrema prua la cabina di pilotaggio ampiamente vetrata con due postazioni in tandem; la parte superiore della fusoliera aveva andamento rettilineo mentre quella inferiore andava rastremandosi progressivamente verso il cono di coda per dar vita all'impennaggio di tipo classico contraddistinto dagli stabilizzatori sistemati davanti alla deriva che occupava tutta la lunghezza del piano verticale. Nel primo prototipo, lungo i fianchi della fusoliera erano ricavate due postazioni per mitragliatrici dalla forma "a bolla" (simili a quelle presenti sull'idrovolante Catalina), che furono però eliminate negli esemplari successivi.

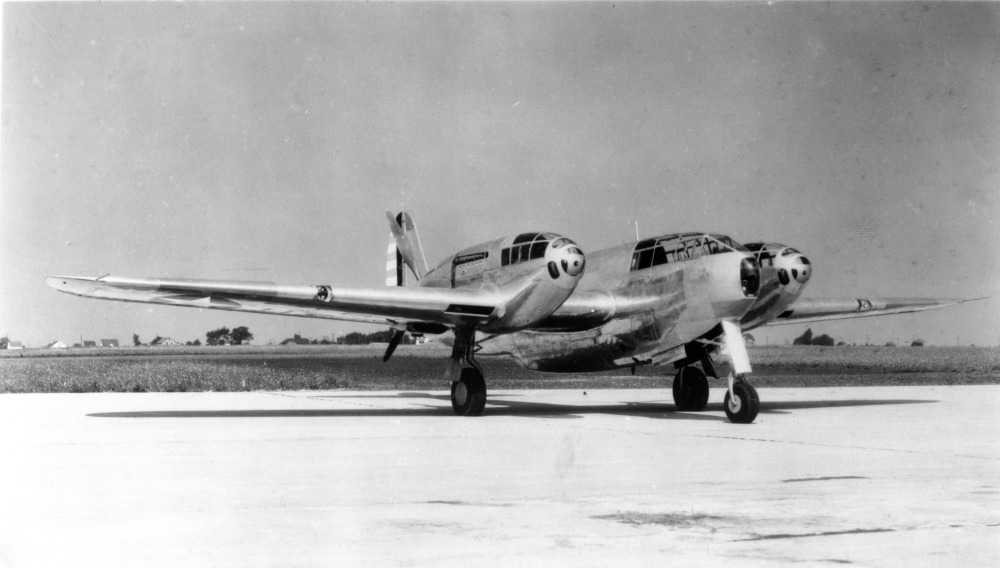
Un esemplare della versione YFM-1A sulla pista.

Le ali dell'XFM-1 avevano andamento leggermente rastremato ed estremità arrotondate; realizzate interamente in materiali metallici, avevano rivestimento in tela solo nelle superfici di controllo del velivolo.
A circa un terzo della loro apertura le semiali ospitavano le gondole nelle quali erano ricavati gli abitacoli per i mitraglieri e, posteriormente, alloggiati i motori; nella parte superiore delle gondole era ricavata una presa d'aria per l'impianto di raffreddamento dei motori mentre nella zona inferiore si trovavano i vani destinati ad ospitare le gambe del carrello d'atterraggio, che si ritraevano con movimento all'indietro, lasciando sporgere circa metà delle ruote.
Negli esemplari delle tre versioni "Y" vennero modificate le dimensioni delle ali (leggermente più lunghe ma di corda ridotta), incrementata la lunghezza della fusoliera (alla cui estremità di prua, in questo caso vetrata, venne spostata parte dell'armamento) e cambiata la forma delle gondole alari dalle quali venne eliminata la presa d'aria per il raffreddamento dei motori, in seguito allo spostamento dei radiatori all'interno dello spessore alare. La struttura interna delle ali venne modificata allo scopo di creare un passaggio, per quanto angusto, a disposizione dei mitraglieri da utilizzare in caso di fuga: venne infatti considerato pericoloso l'utilizzo durante il volo del portello della gondola in quanto, lanciandosi con il paracadute, il mitragliere avrebbe rischiato di finire nel raggio d'azione dell'elica.
I tre esemplari della versione YFM-1A erano riconoscibili a prima vista in ragione del carrello di tipo triciclo anteriore, ma anche le gambe principali del carrello vennero modificate assumendo movimento di ritrazione laterale, verso la fusoliera.

### Motore
La carriera dell'Airacuda vide il costante impiego del motore V-12 Allison V-1710, raffreddato a liquido dotato di turbocompressore; nel caso del prototipo XFM-1 la versione installata era la V-1710-13 capace di sviluppare la potenza di 1 150 hp (pari a circa 858 kW) il cui turbocompressore era visibile sul lato esterno della gondola, subito dietro la superficie vetrata.

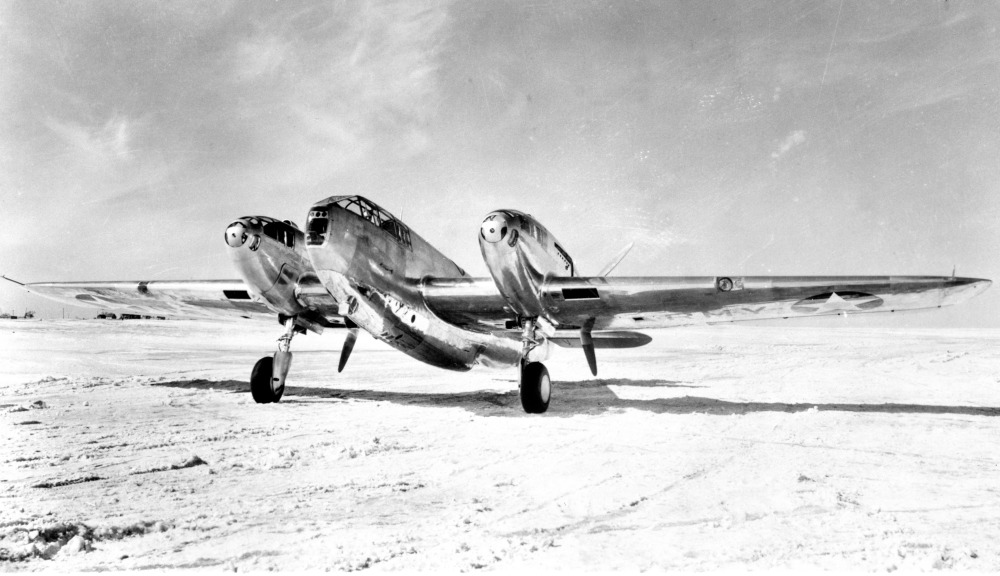
Uno dei due YFM-1B realizzati.

Nominalmente inalterata nel valore massimo della potenza erogabile, la versione V-1710-23 dell'Allison venne utilizzata sugli YFM-1; in questo caso le modifiche all'impianto di raffreddamento, in particolare lo spostamento nello spessore alare dei radiatori, consentì di migliorare le forme aerodinamiche del velivolo eliminando le prese d'aria al di sopra delle gondole motore e di spostare al loro interno i meccanismi di sovralimentazione.
Una terza versione del dodici cilindri, la V-1710-41, fu utilizzata sui due esemplari dell'aereo denominati YFM-1B; in questo caso la potenza massima era ridotta a 1 090 hp (circa 813 kW) ma le prestazioni dei velivoli rimasero sostanzialmente invariate in quanto complessivamente più leggeri rispetto a quelli delle versioni precedenti.
Disposti in configurazione spingente, i motori azionavano eliche tripala metalliche dotate, tranne che nel primo prototipo, di ogiva in funzione aerodinamica.

### Armamento
Nato per ricoprire il ruolo di caccia di scorta, ed in secondo luogo anche quello di distruttore di bombardieri, l'Airacuda era provvisto di armamento offensivo costituito da due mitragliatrici Browning M1919 calibro 0.30 in, camerate per il munizionamento standard US Army del periodo, il .30-06 Springfield, e da due cannoni Browning M4 calibro 37 mm. Nel primo prototipo le armi erano disposte, una per ogni tipo, nelle gondole alari dei mitraglieri mentre negli esemplari successivi le due mitragliatrici vennero spostate nell'estremità di prua ed il loro impiego affidato al pilota.
Nel tronco di coda della fusoliera erano sistemate, in due postazioni singole, mitragliatrici Browning M2 calibro 0.50 in, munizionamento .50 BMG, in funzione difensiva; anche in questo caso alla soluzione iniziale impiegata nel prototipo fece seguito una diversa configurazione negli esemplari successivi: alle due "bolle" laterali vetrate del primo vennero in seguito preferite due feritoie (rispettivamente sul dorso e nel ventre della carlinga). Sempre a scopo di difesa gli YFM-1 furono dotati di periscopio che, sporgendo dal ventre dell'aereo, avrebbe consentito al pilota di osservare la zona posteriore al fine di evitare attacchi alle spalle.
Per garantire al velivolo capacità offensiva, venne anche prevista la possibilità di trasportare bombe: mediante rastrelliere alari l'Airacuda poteva alloggiare venti bombe del peso di 30 lb ciascuna (circa 14 kg), per un totale di poco inferiore a 280 kg.

## Impiego operativo
I primi esemplari di Airacuda furono consegnati sul finire del 1940 all'USAAC, che nell'anno successivo diede l'avvio alle prove operative.
Due esemplari andarono perduti per incidenti e si riscontrarono debolezze strutturali alle gambe del carrello; emerse inoltre che la configurazione spingente dei motori ne impediva il corretto raffreddamento nel corso delle operazioni di rullaggio, tanto che sulla pista l'aereo doveva sempre essere trainato.
L'attacco giapponese a Pearl Harbor ed il conseguente ingresso degli Stati Uniti nella seconda guerra mondiale portò ad una radicale revisione delle priorità delle forze armate che, una volta verificato che le prestazioni dell'Airacuda non avrebbero consentito lo svolgimento del compito per il quale era nato, decisero di abbandonare il programma malgrado i costi già sostenuti.

## Versioni

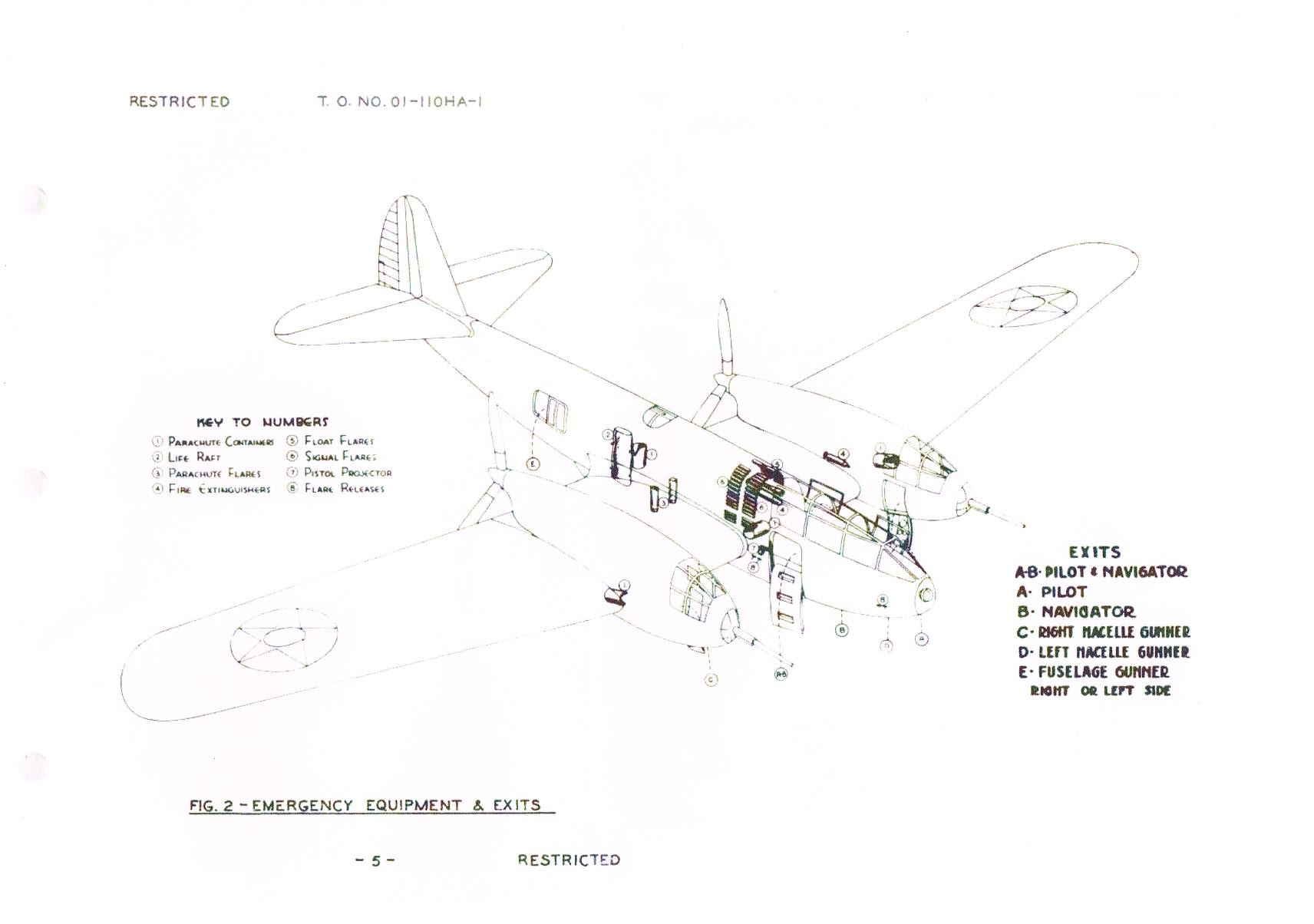
Schema degli equipaggiamenti e delle uscite d'emergenza nell'Airacuda

I dati sulle versioni, se non diversamente indicato, sono tratti da "XFM-1/YFM-1 Airacuda" in "Bell Aircraft since 1935", tranne dove indicato diversamente.
- XFM-1: primo prototipo, un singolo esemplare. Dotato di motori Allison V-1710-13 da 1 150 hp. Dotato di carrello triciclo posteriore ed armamento (mitragliatrici e cannoni) frontale disposto nelle gondole alari.
- YFM-1: nove velivoli realizzati. I motori erano Allison V-1710-23 di potenza invariata rispetto ai precedenti. Carrello triciclo posteriore e mitragliatrici frontali disposte all'estremità di prua della fusoliera.
- YFM-1A: tre esemplari. Sostanzialmente uguali ai velivoli YFM-1 ma caratterizzati dal carrello di tipo triciclo anteriore.
- YFM-1B: due esemplari di YFM-1 modificati mediante la sostituzione dei motori con unità Allison V-1710-41 da 1 090 hp. Il risparmio di peso, determinato da alcune modifiche minori, consentiva di mantenere inalterate le prestazioni pur in presenza di motori meno potenti.

## Utilizzatori
Stati Uniti
- United States Army Air Corps

### Annotazioni
1. ↑  la sigla "FM" indicava, in lingua inglese, un velivolo "Fighter Multiplace".
2. ↑  per la stessa arma si trova anche la denominazione "T9".

### Fonti
1. 1 2 3 4 5 6 7 8 9 10  Pelletier, 1992, p. 21.
2. 1 2  Winchester, 2005, p. 74.
3. ↑  Pelletier, 1992, pp. 23-24.
4. 1 2 3  Pelletier, 1992, p. 19.
5. 1 2 3  Bowers, 1971, p. 82.
6. 1 2 3 4  Pelletier, 1992, p. 22.
7. 1 2  Pelletier, 1992, p. 23.
8. ↑  Pelletier, 1992, p. 20.
9. ↑  Boroli e Boroli, 1983, p. 35.
10. 1 2  Bell XFM Airacuda, in "www.militaryfactory.com".
11. ↑  Pelletier, 1992.

### Pubblicazioni
- (EN) Foreign Service News, in Flight, Sutton, Surrey - UK, Reed Business Information Ltd., 25 novembre 1937,  p. 525. URL consultato il 18 maggio 2015.